# One Piece – Strong World
One Piece – Strong World ist der zehnte Zeichentrick-Kinofilm zur Anime-Serie One Piece, die wiederum auf der gleichnamigen Manga-Serie des Mangaka Eiichirō Oda basiert. Das Besondere an diesem Film ist, dass hier Eiichirō Oda zum ersten Mal selbst das Drehbuch geschrieben hat und als Produzent auftrat. Zu diesem Film zeichnete er auch das Kapitel 0, das ca. 20 Jahre vor dem eigentlichen Beginn der Handlung von One Piece spielt.

## Handlung
Der berühmt-berüchtigte Pirat Shiki kehrt nach 20 Jahren zurück, um sich an der Weltregierung zu rächen. Nachdem er Nami entführte, die er dazu bringen will, als seine Navigatorin zu dienen, machen sich die Strohhutpiraten auf, um sie zu befreien.

## Veröffentlichungen
Der Film wurde in Japan von Tōei Animation produziert und wurde dort am 12. Dezember 2009 im Kino gezeigt. Eine synchronisierte Fassung für DVD erschien am 14. September 2012. Der Film war am 20. Oktober 2012 im deutschen Free-TV auf Viva zu sehen.

## Synchronisation
Die deutsche Synchronisation wurde vom Münchner Synchronstudio der PPA Film GmbH produziert. Das Dialogbuch wurde von Inez Günther geschrieben, welche ebenfalls die Synchronregie übernommen hatte.
| Rolle                | Japanischer Sprecher (Seiyū) | Deutscher Sprecher       |
| -------------------- | ---------------------------- | ------------------------ |
| Monkey D. Ruffy      | Mayumi Tanaka                | Daniel Schlauch          |
| Lorenor Zoro         | Kazuya Nakai                 | Philipp Brammer          |
| Nami                 | Akemi Okamura                | Stephanie Kellner        |
| Lysop                | Kappei Yamaguchi             | Dirk Meyer               |
| Sanji                | Hiroaki Hirata               | Hubertus von Lerchenfeld |
| Tony Chopper         | Ikue Ohtani                  | Martin Halm              |
| Nico Robin           | Yuriko Yamaguchi             | Simone Brahmann          |
| Cutty „Franky“ Framm | Kazuki Yao                   | Frank Engelhardt         |
| Brook                | Yūichi Nagashima             | Benedikt Gutjan          |
| Shiki                | Naoto Takenaka               | Ekkehardt Belle          |
| Monkey D. Garp       | Hiroshi Naka                 | Dieter Memel             |
| Großadmiral Senghok  | Takkou Ishimori              | Matthias Kupfer          |
| Dr. Indigo           | Ryusei Nakao                 | Kai Taschner             |
| Scarlett             | Banjou Ginga                 | Paul Sedlmeir            |
| Nojiko               | Wakana Yamazaki              | Claudia Schmidt          |
| Eva                  | Aiko Kaitou                  | Claudia Schmidt          |
| Xiao                 | Wasabi Mizuta                | Shandra Schadt           |
| Xiaos Großmutter     | Hisako Kyouda                | Inez Günther             |
| Xiaos Mutter         | Mika Doi                     | Madeleine Stolze         |
| Onigumo              | Takahiro Fujimoto            | Wolfgang Schatz          |